# Ravon R4
Ravon R4 - седан, що надійшов у продаж у листопаді 2016 року. Дебют моделі відбувся в серпні 2016 року в рамках Московського автосалону. Ravon R4 це злегка оновлена версія бюджетного седана Chevrolet Cobalt 2013 року. R4 проводиться на заводі GM Uzbekistan, в місті Осака, 75% акцій якого належить компанії Узавтосаноат. 

## Опис
Ravon R4, зібраний на автомобільному заводі GM Uzbekistan, є майже точною копією інтернаціональної моделі американського концерну Chevrolet Cobalt. Зовнішні відмінності майже не помітні, дизайнери трохи змінили верхню частину переднього бампера з інтегрованими ґратами радіатора. Автомобіль має майже 4,5 метра в довжину, півтора в ширину і 1,7 метра у висоту, так що його можна по праву вважати повноцінним гравцем С-класу. Колісна база в 2620 мм використовується максимально вдало, тому що місця у пасажирів і в багажному відсіку досить багато.
Равон Р4 має бензиновий 1.5-літровий чотирициліндровий двигун, потужністю 106 к.с. і 134 Нм, працює в парі з 5-ст. МКПП. Максимальна швидкість 169 км/год. Розгін до сотні відбувається за 11.7 с. Витрачає R4 7.3 л/100 км в змішаному циклі. За окрему плату доступна 6-ст. АКПП 6Т30 від GM. Привід виключно на передні колеса.

## Безпека
У 2010 році Chevrolet Cobalt тестувався в Страховому Інституті Безпеки Дорожнього Руху і отримав оцінку "добре" за показниками "фронтальний удар із середнім перекриттям" і "підголівники і сидіння", і оцінку "задовільно" за показником "бічна сторона".